# Coniopteryx (Xeroconiopteryx) latistylus
Coniopteryx (Xeroconiopteryx) latistylus is een insect uit de familie van de dwerggaasvliegen (Coniopterygidae), die tot de orde netvleugeligen (Neuroptera) behoort. 
Coniopteryx (Xeroconiopteryx) latistylus is voor het eerst wetenschappelijk beschreven door Martin Meinander in 1982.